# Defiance (serie de televisión)
Defiance (Desafío en español), es una serie de televisión de ciencia ficción estadounidense y canadiense. Su argumento incorpora además elementos de drama político y de acción. Desarrollada por Rockne S. O'Bannon para Universal Cable Productions, se rueda con la colaboración de Trion Worlds, quienes se han encargado de crear un videojuego en línea denominado Defiance MMOG que se relaciona con la serie mediante tramas argumentales que se entrecruzan. 
El actor protagonista es Grant Bowler en el papel de Josua Nolan, representante local de la ley en la ciudad habitada por supervivientes y refugiados de la guerra entre humanos y extraterrestres, ciudad conocida como «Defiance»  situada en la antigua ciudad de San Luis.
La serie se estrenó en Estados Unidos por el canal de cable Syfy el lunes 15 de abril de 2013 a las 21:00 horas del este (20:00 hora central) y en Canadá en el canal Showcase a las 22:00 horas. Posteriormente, el 16 de abril, se estrenó en los canales SyFy de Brasil, Francia, Reino Unido, Irlanda, Alemania y España y el 18 de abril en Australia.
Defiance fue renovada por una tercera temporada de 12 episodios el 25 de septiembre de 2014 y comenzó a emitirse el 12 de junio de 2015. Tras esta temporada que tiene un final cerrado, fue anunciada la cancelación.

## Resumen
La historia comienza en el año 2046: la Tierra se ha transformado radicalmente, causando cambios en la topografía, la extinción de especies vegetales y animales, y la aparición de nuevas especies. La serie sigue a Joshua Nolan (Grant Bowler) y su hija adoptiva Irathient Irisa (Stephanie Leonidas), que han echado raíces en Defiance, una ciudad-estado de la comunidad donde los humanos y varias razas extraterrestres, conocidos colectivamente como Votans, coexisten en las ruinas parcialmente reconstruidas de San Luis.

## Elenco y personajes

### Principales
- Grant Bowler como Joshua Nolan.
- Julie Benz como Amanda Rosewater.
- Stephanie Leonidas como Irisa Nyira.
- Tony Curran como Datak Tarr.
- Jaime Murray como Stahma Tarr.
- Graham Greene (actor) como Rafe McCawley (Temporada 1 - Temporada 3x02).
- Mia Kirshner como Kenya Rosewater (Temporada 1, Invitada Temporada 2).
- Jesse Rath como Alak Tarr (Temporadas 2 - 3, Secundario  Temporada 1).
- James Murray como Niles Pottinger (Temporada 2, Aparición Especial Temporada 3).
- Anna Hopkins como Jessica «Berlín» Rainier (Principal 3x01-3x07, 3x11-3x13, Recurrente Temporada 2).
- Nichole Galicia como Kindzi (Temporada 3).

### Secundarios
- Trenna Keating como Doc Yewll.
- Dewshane Williams como Tommy LaSalle (Temporada 1 - Temporada 2, Invitado Especial Temporada 3).
- Justin Rain como Quentin McCawley (Temporada 1 - Temporada 3x01).
- Nicole Muñoz como Christie McCawley Tarr (Temporada 1 - Temporada 3x01).
- Fionnula Flanagan como Nicolette «Nicky» Riordon (Temporada 1).

### Recurrentes
- Brittany Allen como Tirra (Temporada 1).
- Gale Harold como Connor Lang (Temporada 1 - 2).
- Noah Danby como Sukar (Temporada 1 - 2).
- William Atherton como Viceroy Mercado (Temporada 2).
- Amy Forsyth como Andina (Temporada 2 - 3).
- Linda Hamilton como Pilar McCawley (Temporada 2 - 3).
- Ryan Kennedy como Josef (Temporada 2).
- Kristina Pesic como Deirdre Lamb (Temporada 2).
- Robin Dunne como Cai (Temporada 2).
- Douglas Nyback como Sgt. Frei Poole (Temporada 2 - 3).
- America Olivo como Alethea (Temporada 2).
- Lee Tergesen como General Rahm Tak (Temporada 3).
- Conrad Coates como T´evgin (Temporada 3).
- Billy MacLellan como Lieutenant Bebe (Temporada 3).
- Tony Nappo como Indur (Temporada 3).
- Rainbow Sun Francks como Uno (Temporada 3).
- Demore Barnes como Dos (Temporada 3).

### Cronología
| Actor              | Personaje                | Temporada  | Temporada  | Temporada |
| Actor              | Personaje                | 1          | 2          | 3         |
| ------------------ | ------------------------ | ---------- | ---------- | --------- |
| Grant Bowler       | Joshua Nolan             | Principal  | Principal  | Principal |
| Julie Benz         | Amanda Rosewater         | Principal  | Principal  | Principal |
| Stephanie Leonidas | Irisa Nyira              | Principal  | Principal  | Principal |
| Tony Curran        | Datak Tarr               | Principal  | Principal  | Principal |
| Jaime Murray       | Stahma Tarr              | Principal  | Principal  | Principal |
| Graham Greene      | Rafe McCawley            | Principal  | Principal  | Invitado  |
| Mia Kirshner       | Kenya Rosewater          | Principal  | Invitada   |           |
| Jesse Rath         | Alak Tarr                | Recurrente | Principal  | Principal |
| James Murray       | Niles Pottinger          |            | Principal  | Invitado  |
| Anna Hopkins       | Jessica "Berlín" Rainier |            | Recurrente | Principal |
| Nichole Galicia    | Kindzi                   |            |            | Principal |

#### Cronología de los personajes secundarios
| Actor             | Personaje              | Temporada  | Temporada  | Temporada  |            |
| Actor             | Personaje              | 1          | 2          | 3          |            |
| ----------------- | ---------------------- | ---------- | ---------- | ---------- | ---------- |
| Trenna Keating    | Doc Yewll              | Secundario | Secundario | Secundario |            |
| Dewshane Williams | Tommy LaSalle          | Secundario | Secundario | Invitado   |            |
| Justin Rain       | Quentin McCawley       | Recurrente | Recurrente | Invitado   |            |
| Nicole Muñoz      | Christie McCawley Tarr | Secundario | Secundario | Invitado   |            |
| Fionnua Flanagan  | Nicolette "Nicky"      | Recurrente |            |            |            |
| Noah Danby        | Sukar                  | Recurrente | Recurrente |            |            |
| Amy Forsyth       | Andina                 |            | Recurrente | Recurrente |            |
| William Atherton  | Viceroy Mercado        |            | Recurrente |            |            |
| Linda Hamilton    | Pilar McCawley         |            | Recurrente | Recurrente |            |
| Conrad Coates     | T´evgin                |            |            | Secundario | Secundario |

## Episodios
| Temporada | Temporada | Episodios | Episodios | Emisión original    | Emisión original     |
| Temporada | Temporada | Episodios | Episodios | Primera emisión     | Última emisión       |
| --------- | --------- | --------- | --------- | ------------------- | -------------------- |
|           | 1         | 12        | 12        | 15 de abril de 2013 | 8 de julio de 2013   |
|           | 2         | 13        | 13        | 19 de junio de 2014 | 28 de agosto de 2014 |
|           | 3         | 13        | 13        | 12 de junio de 2015 | 28 de agosto de 2015 |